# John Allred
John Allred (* 1962 in Rock Island, Illinois) ist ein US-amerikanischer Jazz-Posaunist und Songwriter. Er ist der Sohn des Jazz-Posaunisten Bill Allred und spielt in vielen unterschiedlichen Stilen vom Traditionellen Jazz, Swing bis zum Mainstream Jazz.

## Leben und Wirken
Gleich nach der High School zog John Allred nach Süd-Kalifornien, wo er seine professionelle Musikerlaufbahn mit den „Jazz Minors“ startete, einer sechsköpfigen Dixieland-Gruppe im Disneyland Anaheim. Gleichzeitig fand er Eingang in der Jazzszene von Los Angeles. 1987 folgte er einer Einladung von Woody Herman in dessen Young Thundering Herd zu spielen, wobei er auch mit Musikern wie Stan Getz, Rosemary Clooney und Clark Terry zusammenspielte.
Später kehrte John Allred wieder nach Orlando, Florida zurück, wo er viel als Studiomusiker arbeitete. Im Film My Girl mimte der Schauspieler Dan Aykroyd einen Tubabläser, dessen Soundtrack Allred für den Film einspielte. In Florida spielte er auch häufiger in der Classic Jazz Band Jazzband seines Vaters Bill Allred. 1990 spielte er im Matteson-Phillips Tubajazz Consort Euphonium an der Seite von Rich Matteson und Harvey Phillips (Tuba). Zu hören war er außerdem auf Catherine Russells Grammy-nominiertem Album Alone Together (2019).
1999 zog John Allred nach New York City, wo er in der Toshiko Akiyoshi Big Band, dem Woody Herman Orchester (unter Frank Tiberi) und der Carnegie Hall Jazz Band spielte.

## Diskographische Hinweise
- In the Beginning, Arbors Records (1993)
- Focused, Apple Jazz (1998), mit dem John Allred Quintett
- The Vaché & Allred & Metz Family Jazz Band: Side by Side (Nagel-Heyer, 1998)
- mit Wycliffe Gordon: Head to head (2002)
- Live in Scotland (Apple Jazz, 2005) mit John Sheridan, Andrew Cleyndert, Tony DeNicola
- Bill Allred: The New York Sessions (Arbors, 2010)